# Oxford School of Drama

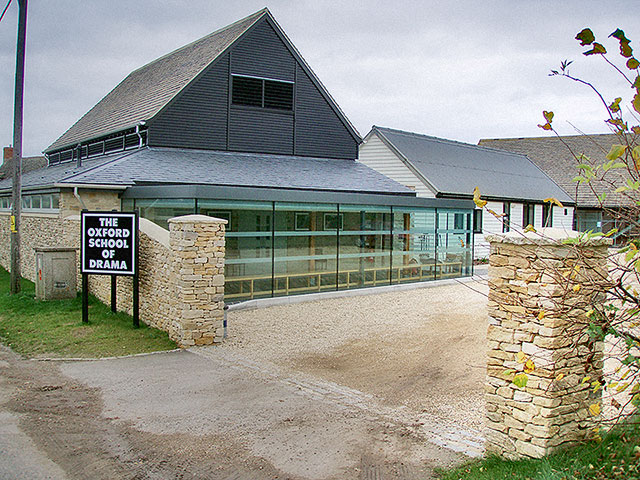
Oxford School of Drama

Oxford School of Drama (ook bekend onder de naam Oxford School of Speech and Drama) is een Britse toneelschool. Het is de enige toneelschool in de graafschap Oxfordshire, gevestigd in Wootton, 15 kilometer ten noorden van Oxford. 
Oxford School of Drama is een onafhankelijke toneelschool die een eenjarige of een driejarige acteeropleiding aanbiedt met een officieel erkend diploma. 

## Bekende alumni
- Lydia Rose Bewley
- Christina Cole
- Claire Foy
- Lauren Harris
- Charity Wakefield